# Vsévolod Bazhénov
Vsévolod Andréievich Bazhénov (en ruso: Все́волод Андре́евич Бажéнов, 18 de febrero de 1909, Serdobsk, óblast de Penza, Imperio Ruso — 2 de agosto de 1986, Leningrado, URSS) fue un artista soviético, miembro de la Unión de Artistas de Leningrado, uno de los representantes de la Escuela de Pintura de Leningrado.

## Biografía
Vsévolod Bazhénov nació el 18 de febrero de 1909 en Serdobsk, Imperio Ruso en una familia artística. Su padre era un artista y enseñaba en una escuela secundaria; llegó a ser el primer maestro de Vsévolod. Más tarde estudió en el estudio de arte Serdobsk. Además de dibujo y pintura, Bazhénov era amante de la música, su madre, Evguenia Nikoláievna Chistyakova era pianista.
En 1928, Bazhénov se graduó en la escuela secundaria y se mudó a Leningrado. Entre 1928 a 1930 estudió en el Collage de Arte, donde era estudiante de Mijaíl Avílov, David Kiplyck y Vladímir Fedoróvich. Realizó exposiciones desde 1937. Pintó mayormente paisajes. Fue un miembro de la Unión de Artistas de Leningrado desde 1951.
En 1950, para reunir material para pinturas Bazhénov hizo algunos viajes de largo plazo por todo el país, después de haber estado en Oriente y en Siberia Occidental, en la provincia de Altái y en la región de los Urales. El resultado de estas visitas fueron la gran cantidad de estudios de la vida, nominada como una de los principales maestros de Leningrado de este género.
En 1962, embarcó en un viaje en el barco "Eugene Nikishin", de Leningrado hasta Vladivostok, en torno a Europa y Asia, con paradas en los puertos de Gibraltar, Suez, Singapur y Vietnam. En el transcurso del viaje de tres meses a través de once mares y océanos, Bazhénov creó cerca de 200 dibujos, pinturas y dibujos. Algunas de las grandes obras se terminaron al fin en Leningrado en su estudio de arte.

Cerca de 120 obras de esa serie se exhibió en Leningrado en 1963 después de regresar de un viaje. A continuación, la exposición se muestra en otras ciudades.
Entre 1960 a 1970, Bazhénov se encontraba entre un grupo de artistas de Leningrado, que pintó cuadros para los comedores de buques de navegación marítima y submarinos. Se crean alrededor de 100 pinturas en los buques nuevos de diversos fines, en su mayoría paisajes del país. La mayoría de ellos estaban en buques de guerra de las flotas del Pacífico y del Norte. También participó en la creación de tecnologías especiales para la protección de las imágenes de la alta humedad en viajes de largo plazo. En 1976, el artista fue galardonado con el comando de la Armada de la URSS por esos trabajos.
Bazhénov murió el 2 de agosto de 1986 en Leningrado. Sus obras se conservan en el museos y colecciones privadas en Rusia, Estados Unidos, Francia, Italia, Finlandia, Inglaterra, Japón, y otros países.